# Émile Paladilhe

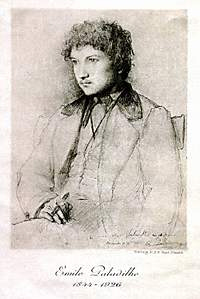
Émile Paladilhe

Émile Paladilhe (* 3. Juni 1844 in Montpellier; † 6. Januar 1926 in Paris) war ein französischer Komponist und Pianist, der vor allem für seine Opern und Kirchenmusik bekannt wurde. Als musikalisches Wunderkind begann er seine Ausbildung am Pariser Konservatorium bereits im Alter von neun Jahren und gewann mit nur 16 Jahren den renommierten Prix de Rome. Paladilhe komponierte zahlreiche Werke, darunter Opern wie Patrie!, Mélodies (französische Kunstlieder) und geistliche Musik. Sein Kompositionsstil war geprägt von der französischen Romantik und zeichnete sich durch melodischen Reichtum, dramatische Ausdruckskraft und eine geschickte Orchestrierung aus.

## Leben
Émile Paladilhe wurde 1844 in Montpellier als Sohn eines musikinteressierten Arztes geboren und erhielt bereits in früher Kindheit Unterricht bei Sébastien Boixet, dem Organisten der Kathedrale von Montpellier. Aufgrund seines außergewöhnlichen Talents empfahl Boixet, den jungen Paladilhe bereits im Alter von neun Jahren an das Conservatoire de Paris zu schicken.
Die Familie Paladilhe zog daraufhin mit dem jungen Émile nach Paris, wo er seine musikalische Ausbildung am renommierten Conservatoire fortsetzte. Dort studierte er Klavier bei Antoine François Marmontel, Orgel bei François Benoist und Komposition bei Fromental Halévy. Bereits mit 15 Jahren gab Paladilhe Klavierkonzerte im Pariser Salle Henri Herz, was von seinem frühen Erfolg als Pianist zeugt.
Ein bedeutender Meilenstein in Paladilhes früher Karriere war der Gewinn des Premier Grand Prix de Rome im Jahr 1860. Mit nur 16 Jahren war er der jüngste Preisträger in der Geschichte dieses prestigeträchtigen Wettbewerbs. Der Preis ermöglichte ihm einen dreijährigen Aufenthalt in der Villa Medici in Rom, was für seine künstlerische Entwicklung von großer Bedeutung war.
Nach seiner Rückkehr nach Paris begann Paladilhe eine Karriere als Opernkomponist. Im Jahr 1872 wurde seine Oper Le Passant an der Opéra-Comique uraufgeführt, was seinen Eintritt in die Pariser Opernwelt markierte.
In seinem Privatleben heiratete Paladilhe Georgina, die Enkelin des Schriftstellers Ernest Legouvé. Diese Verbindung verankerte ihn weiter in den kulturellen Kreisen von Paris. Aus dieser Ehe ging sein Sohn Jean Paladilhe hervor, der später eine bemerkenswerte Karriere als Konservator am Musée Gustave Moreau in Paris machte.
Gegen Ende seines Lebens genoss Paladilhe internationales Ansehen. Im Jahr 1923, im Alter von 79 Jahren, wurde er in die Jury der 22. Internationalen Ausstellung des Carnegie Institute in Pittsburgh berufen, was seine Bedeutung in der internationalen Musikwelt unterstreicht.
Émile Paladilhe verstarb 1926 in Paris im Alter von 81 Jahren.

## Wirken
Émile Paladilhe machte sich vor allem durch seine Opern und Kirchenmusik einen Namen. Bereits in jungen Jahren manifestierte sich sein außergewöhnliches musikalisches Talent in bemerkenswerten Leistungen: 1856, im Alter von zwölf Jahren, gewann er den zweiten Preis für Klavier und den ersten Accessit für Fuge. Im darauffolgenden Jahr errang er den ersten Preis für Klavier und einen Accessit in Orgel.
Der Höhepunkt seiner frühen Karriere war zweifellos der Gewinn des prestigeträchtigen Prix de Rome im Jahr 1860. Mit nur 16 Jahren wurde Paladilhe zum jüngsten Preisträger in der Geschichte dieses Wettbewerbs, was seinen außergewöhnlichen Status als musikalisches Wunderkind unterstrich. Seine preisgekrönte Kantate trug den Titel Ivan IV. Dieser Erfolg ermöglichte ihm einen dreijährigen Aufenthalt in der Villa Medici in Rom, wo er sich intensiv mit alter Vokalmusik auseinandersetzte, was sein späteres Schaffen nachhaltig prägen sollte.
Nach seiner Rückkehr nach Paris etablierte sich Paladilhe als Komponist und Pianist. Seine erste Oper, Le Passant, wurde am 24. April 1872 an der Opéra-Comique in Paris uraufgeführt und markierte den Beginn seiner Karriere als Opernkomponist. In den folgenden Jahren komponierte er weitere Opern, darunter L’Amour africain (1875), Suzanne (1878) und Diana (1885). Diese Werke zeigten Paladilhes wachsende Beherrschung des Genres, obwohl sie nicht alle den gleichen Erfolg erzielten.
Den Höhepunkt seines Opernschaffens erreichte Paladilhe mit Patrie!, einer Grand opéra in fünf Akten, die am 16. Dezember 1886 an der Pariser Grand Opéra uraufgeführt wurde. Das Libretto stammte von Victorien Sardou und Louis Gallet und basierte auf Sardous gleichnamigem Theaterstück, das vom Aufstand der niederländischen Geusen während der Herrschaft Philipps II. im 16. Jahrhundert inspiriert war. Patrie! erwies sich als kritischer und populärer Erfolg und festigte Paladilhes Ruf als einer der führenden französischen Opernkomponisten seiner Zeit.
Neben seinen Opern komponierte Paladilhe auch zahlreiche Lieder (Mélodies), die stilistisch an Charles Gounod und Jules Massenet erinnern. Besonders erwähnenswert ist seine Mandolinata, ein melodiöses Werk, das in ganz Europa große Popularität erlangte. Seine Vokalwerke zeichnen sich durch die Eleganz ihrer melodischen Linien, einen ausgeprägten Sinn für Dramatik und eine meisterhafte Orchestrierung aus.
Ab 1890 wandte sich Paladilhe verstärkt der Kirchenmusik zu. Er komponierte Motetten sowie zwei Messen, eine für Pfingsten und eine zu Ehren des Heiligen Franz von Assisi. Sein Oratorium Les Saintes-Marie de la Mer aus dem Jahr 1892, basierend auf einem Text von Louis Gallet, gilt als sein bedeutendstes Werk in diesem Genre. Weitere wichtige sakrale Werke umfassen ein Stabat Mater (1905) und sechs Motetten.
Die Anerkennung für Paladilhes künstlerisches Schaffen zeigte sich auch in offiziellen Ehrungen. 1892 wurde er zum Mitglied des renommierten Institut de France gewählt, was seinen hohen Stellenwert in der französischen Musikwelt des späten 19. Jahrhunderts unterstreicht.
Émile Paladilhes Werk zeichnet sich durch eine Synthese aus traditionellen und innovativen Elementen aus. Seine Kompositionen spiegeln sowohl den Einfluss der klassischen Tradition als auch die musikalischen Strömungen seiner Zeit wider. Sein Beitrag zur französischen Musik des späten 19. und frühen 20. Jahrhunderts ist bedeutend, insbesondere im Bereich der Oper und der Kirchenmusik.
Paladilhes letztes großes Werk war die a cappella Komposition Tu es Petrus, an der er bis zu seinem Tod im Jahr 1926 arbeitete.

### Werke
- 1ère Messe solennelle für vier Stimmen und Doppelchor, 1857
- 2ème Messe solennelle à St-François d’Assise, 1861
- L’Amour Africain, komische Oper in zwei Akten (Libretto von E. Legouvé), 1875
- Suzanne, komische Oper in drei Akten, 1878
- Diana, komische Oper in drei Akten, 1885
- Patrie!, Drama lyrique in fünf Akten, 1886
- Vanina, Oper in vier Akten, 1890
- Les Saintes-Maries de la Mer, 1892
- 3ème Messe solennelle de Pentecôte, 1898
- Stabat mater, 1903
- Kyrie et Gloria für zwei Stimmen, 1904
- Marche de Fête für Orchester, 1904
- Hymne au Christ, 1906

## Musikalischer Stil
Émile Paladilhe entwickelte einen musikalischen Stil, der sich durch Eleganz, melodischen Reichtum und dramatische Ausdruckskraft auszeichnete. Seine Kompositionen waren stark von der französischen Romantik geprägt und wiesen Ähnlichkeiten zu den Werken von Charles Gounod und Jules Massenet auf.
In seinen Vokalwerken, die den Schwerpunkt seines Schaffens bildeten, legte Paladilhe besonderen Wert auf die Schönheit der melodischen Linien. Er komponierte über hundert Mélodies (französische Kunstlieder), in denen er seine Begabung für ausdrucksstarke Melodieführung unter Beweis stellte. Diese Lieder zeichneten sich durch ihre lyrische Qualität und feinfühlige Textvertonung aus. Paladilhe verstand es, die Stimmung und den Inhalt der Gedichte musikalisch einfühlsam umzusetzen.
Sein Kompositionsstil war geprägt von einer Vorliebe für klare, eingängige Melodien, die er mit einer raffinierten harmonischen Untermalung versah. In seinen Orchestrierungen zeigte Paladilhe ein ausgeprägtes Gespür für Klangfarben und setzte die verschiedenen Instrumente geschickt ein, um die gewünschte dramatische Wirkung zu erzielen.
Obwohl Paladilhe in einer Zeit wirkte, in der sich die französische Orchestermusik im Aufschwung befand, konzentrierte er sich vorwiegend auf vokale Gattungen. In seinen Opern, wie beispielsweise Patrie! aus dem Jahr 1886, verband er die Traditionen der Grand Opéra mit seinem persönlichen Stil. Er schuf dramatisch wirkungsvolle Szenen und setzte die Singstimmen effektvoll in Szene, ohne dabei die orchestrale Begleitung zu vernachlässigen.
Im Bereich der geistlichen Musik komponierte Paladilhe Werke wie Oratorien, Messen und Motetten. Auch hier zeigte sich sein Talent für ausdrucksstarke Melodien und wirkungsvolle Textvertonungen. In diesen Kompositionen verband er oft traditionelle kirchenmusikalische Elemente mit seinem romantisch geprägten persönlichen Stil.
Ein interessanter Aspekt von Paladilhes Stil war seine Hinwendung zur regionalen Kultur seiner Heimat. Als gebürtiger Montpelliérain vertonte er auch Texte in okzitanischer und provenzalischer Sprache, wodurch er lokale Traditionen in seine Musik einfließen ließ.

## Rezeption und Nachwirkung
Émile Paladilhe erlebte zu Lebzeiten eine gemischte Rezeption seiner Werke und geriet nach seinem Tod weitgehend in Vergessenheit. Seine frühen Erfolge als Wunderkind am Pariser Konservatorium, wo er bereits mit neun Jahren aufgenommen wurde, und sein Gewinn des Prix de Rome im Alter von nur 16 Jahren sorgten zunächst für Aufsehen in der Musikwelt.
Trotz dieser vielversprechenden Anfänge hatte Paladilhe Schwierigkeiten, sich als Opernkomponist zu etablieren. Seine ersten Bühnenwerke wie Le Passant (1872) und L’Amour africain (1875) stießen auf wenig Resonanz beim Publikum. Erst mit der Grand Opéra Patrie! gelang ihm 1886 ein durchschlagender Erfolg an der Pariser Oper. Das Werk, basierend auf einem Libretto von Victorien Sardou und Louis Gallet, wurde als eines der letzten bedeutenden Beispiele des Genres der Grand Opéra gefeiert.
Die Rezeption von Paladilhes Opern war stark von den sich wandelnden ästhetischen Vorlieben des späten 19. Jahrhunderts geprägt. Während Patrie! noch dem Geschmack des Publikums entsprach, fanden seine späteren Werke weniger Anklang. Dies lag zum Teil daran, dass Paladilhe sich nicht den neuen musikalischen Strömungen wie dem Wagnerismus oder dem Impressionismus anschloss, sondern einem eher konservativen Stil treu blieb.
In der Musikwissenschaft wurde Paladilhe lange Zeit nur am Rande behandelt. Erst in jüngerer Zeit ist ein wachsendes Interesse an seinem Schaffen zu verzeichnen. Insbesondere seine Beiträge zur französischen Vokalmusik, darunter zahlreiche Mélodies und geistliche Werke, werden heute wieder stärker gewürdigt. Seine Vertonungen von Texten in okzitanischer und provenzalischer Sprache werden als wichtiger Beitrag zur Bewahrung dieser regionalen Kulturen angesehen.
Die Nachwirkung von Paladilhes Werk zeigt sich vor allem in der Pflege seiner Vokalmusik. Einige seiner Mélodies, wie Psyché, haben Eingang in das Repertoire von Liedsängern gefunden. Seine geistlichen Kompositionen, darunter das Oratorium Les Saintes-Maries de la Mer (1892) und das Stabat Mater (1905), werden gelegentlich in Konzertprogrammen aufgeführt.
In der Opernwelt ist Paladilhes Präsenz heute sehr begrenzt. Patrie! wird nur selten aufgeführt, obwohl das Werk in seiner Zeit als bedeutender Beitrag zur französischen Operngeschichte galt. Die Oper wurde von Zeitgenossen für ihre dramatische Kraft und geschickte Orchestrierung gelobt, konnte sich aber nicht dauerhaft im Repertoire etablieren.
Paladilhes Einfluss auf nachfolgende Komponistengenerationen war gering, da sein Stil als zu konservativ galt. Dennoch wird seine Bedeutung für die Entwicklung der französischen Vokalmusik in der zweiten Hälfte des 19. Jahrhunderts heute wieder stärker anerkannt. Seine Werke werden als Bindeglied zwischen der Tradition von Gounod und der späteren Entwicklung bei Komponisten wie Massenet gesehen.
In der musikwissenschaftlichen Forschung hat in den letzten Jahren ein gewisses Interesse an Paladilhe eingesetzt. Studien zu seiner Rolle im französischen Musikleben des späten 19. Jahrhunderts und zu seinen Beiträgen zur Vokalmusik haben zu einer differenzierteren Bewertung seines Schaffens geführt. Dennoch bleibt Paladilhe im Vergleich zu Zeitgenossen wie Camille Saint-Saëns oder Massenet ein eher wenig erforschter Komponist.